# Guillermo Szeszurak
Guillermo Szeszurak (Ciudad Autónoma de Buenos Aires, 16 de octubre de 1971) es un exfutbolista y actual entrenador argentino. Actualmente dirige al Club Almirante Brown de la Primera Nacional.

## Trayectoria como deportista
Realizó todas las divisiones inferiores en Excursionistas, donde debutó en el año 1994 y participó del ascenso a la Primera B. También jugó en Los Andes, Deportivo Laferrere y en el exterior llegó a la Primeira Liga disputando más de 20 partidos con el FC Felgueiras. Se retiró en el año 2003 jugando para el Club Atlético Acassuso.

## Trayectoria como entrenador

### Atlas
Szeszurak comenzó su carrera técnica en el año 2008 en el Club Atlético Atlas y perduró hasta el Campeonato de Primera D 2010-11. El equipo comandado por el Búfalo siempre llegó a instancias finales a través de los torneos reducidos, pero sin lograr finalmente el ascenso a la Primera C. En la temporada 2010-11 acabó en el segundo puesto, solamente una posición abajo del campeón, Dock Sud.

### Argentino de Quilmes
En la Primera D de la temporada 2012-2013 Szeszurak tomó el puesto de DT en el histórico Argentino de Quilmes, club al que sacaría campeón luego de 7 años en la última categoría. Por diferencia de puntos, lograría el ascenso en la fecha 32 el 11 de mayo frente a Atlas, ganándole 3 a 1.

### Deportivo Riestra
Llegó al Malevo en el año 2014 cuando los de Pompeya transitaban la Primera D. Salió campeón luego de unas estadísticas casi perfectas, con 21 victorias, 7 empates y una única derrota. El máximo artillero de ese equipo fue Jonathan Herrera, con más de 25 goles a su favor. El ascenso se dio cuando el 21 de abril del 2014 le ganaron 3-2 a Sportivo Barracas en el Estadio Guillermo Laza a falta de tres fechas para el final del campeonato. Riestra llegaba a la Primera C luego de 11 años.
La dirigencia mantuvo al Búfalo para su primera temporada en lo que sería una nueva experiencia en la Primera C, con nuevos fichajes y una mentalidad de campeón, Riestra iba por el sueño de llegar a la B Metropolitana, y sucedió luegó de cuatro meses de haber ascendido a la categoría. Ubicados en la Zona A, Riestra saldría segundo con 36 puntos por debajo de Defensores de Belgrano que ascendería directamente, obligando al Malevo a jugar el torneo reducido. En semifinales, con formato de ida y vuelta, empataría 2-2 en el global versus Excursionistas, pero ganándole 2-1 en los penales, clasificando a la final contra Dock Sud. El 8 de diciembre dio la vuelta olímpica junto a su gente ganando en el global 4-1, dándole a la institución dos logros históricos en menos de un año.

### Excursionistas
El Búfalo volvió al club en donde desarrolló el inicio de su carrera para ser uno de los pocos técnicos de la institución en lograr campeonatos como jugador y entrenador. Hizo una brillante temporada al salir primeros con 41 unidades y ascendió a los Villeros en la única plaza que se disputaba en la Primera C del año 2016.

### Berazategui
Tuvo un paso irregular dentro del elenco Naranja ya que solamente estuvo al cargo un solo año, aunque dejando buenas impresiones al haber salvado del descenso directo a un equipo desarmado. En el torneo de Primera C del año 2019 dejó al club en puestos de reducido.

### El Porvenir
Debido a malos tratos por parte de la dirigencia y la situación económica en la que se encontraba el club, el Búfalo aunque comenzó con el pie derecho al entrar en puestos de reducido durante la primera rueda del campeonato, la segunda no sería la esperada debido a un recorte que se hizo en todos los aspectos dejando a un equipo muy frágil que en nueve fechas se llevó consigo cuatro empates y nueve derrotas. Dio un paso al costado en el mismo año y quedó libre en el 2019.

### Deportivo Riestra (Segunda etapa)
Luego de cinco temporadas, el Búfalo regresó a Riestra en lo que sería su segunda etapa. En lo que sería el Campeonato de Primera Nacional 2021, Deportivo Riestra se ubicaba en la Zona A, donde se enfrentaría directamente al flamante campeón de la categoría, Tigre. El Búfalo recogió en 19 fechas cinco triunfos, tres empates y once derrotas.

### Argentino de Quilmes (Regreso a la Barranca Quilmeña)
Más de ocho años y tanta espera, el trabajo del Búfalo volvía a Quilmes para lo que también sería su segunda etapa, luego de un olvidable paso por la Primera B Nacional. Guillermo había asumido en marzo, realizando la pretemporada y por decisiones políticas se rompió el contrato en el mes de abril, por lo que quedaria libre hasta su próximo paso como DT.

## Clubes

### Como entrenador
| Club                 | País      | Años        |
| -------------------- | --------- | ----------- |
| Atlas                | Argentina | 2008 - 2011 |
| Argentino de Quilmes | Argentina | 2012 - 2013 |
| Deportivo Riestra    | Argentina | 2014        |
| Excursionistas       | Argentina | 2015 - 2017 |
| Berazategui          | Argentina | 2017 - 2018 |
| El Porvenir          | Argentina | 2019        |
| Excursionistas       | Argentina | 2020        |
| Deportivo Riestra    | Argentina | 2020 - 2021 |
| Argentino de Quilmes | Argentina | 2021 - 2022 |
| Los Andes            | Argentina | 2022 - 2023 |
| Deportivo Laferrere  | Argentina | 2023 - 2024 |
| Argentino de Quilmes | Argentina | 2025        |
| Almirante Brown      | Argentina | 2025 -      |

### Estadísticas como entrenador
| Equipo                         | Torneo                        | Estadísticas | Estadísticas | Estadísticas | Estadísticas | Estadísticas | Estadísticas | Estadísticas | Estadísticas | Estadísticas |
| Equipo                         | Torneo                        | PJ           | G            | E            | P            | GF           | GC           | DG           | Efectividad  |              |
| ------------------------------ | ----------------------------- | ------------ | ------------ | ------------ | ------------ | ------------ | ------------ | ------------ | ------------ | ------------ |
| Atlas Argentina                | Primera D 2008-09             | 37           | 17           | 12           | 8            | 65           | 49           | +16          | 56,75%       |              |
| Atlas Argentina                | Primera D 2009-10             | 37           | 14           | 12           | 11           | 52           | 43           | +9           | 48,64%       |              |
| Atlas Argentina                | Primera D 2010-11             | 42           | 24           | 9            | 9            | 62           | 27           | +35          | 64,28%       |              |
| Atlas Argentina                | Total                         | 116          | 55           | 33           | 28           | 179          | 119          | +60          | 56,89%       |              |
| Argentino de Quilmes Argentina | Primera D 2012-13             | 34           | 27           | 2            | 5            | 65           | 19           | +46          | 81,37%       |              |
| Argentino de Quilmes Argentina | Copa Argentina 2012-13        | 2            | 0            | 1            | 1            | 1            | 3            | -2           | 16,67%       |              |
| Argentino de Quilmes Argentina | Primera C 2013-14             | 8            | 2            | 1            | 5            | 5            | 9            | -4           | 29,17%       |              |
| Argentino de Quilmes Argentina | Total                         | 44           | 29           | 4            | 11           | 71           | 31           | +40          | 68,94%       |              |
| Deportivo Riestra Argentina    | Primera D 2013-14             | 16           | 11           | 5            | 0            | 36           | 12           | +24          | 79,17%       |              |
| Deportivo Riestra Argentina    | Primera C 2014                | 22           | 13           | 5            | 4            | 39           | 17           | +22          | 66,67%       |              |
| Deportivo Riestra Argentina    | Total                         | 38           | 24           | 10           | 4            | 75           | 29           | +46          | 71,93%       |              |
| Excursionistas Argentina       | Primera C 2015                | 25           | 9            | 7            | 9            | 25           | 31           | -6           | 45,33%       |              |
| Excursionistas Argentina       | Primera C 2016                | 18           | 11           | 5            | 2            | 36           | 24           | +12          | 75,92%       |              |
| Excursionistas Argentina       | Primera B 2016-17             | 26           | 6            | 9            | 11           | 27           | 44           | -17          | 34,61%       |              |
| Excursionistas Argentina       | Total                         | 69           | 26           | 21           | 22           | 88           | 99           | -11          | 47,82%       |              |
| Berazategui Argentina          | Primera C 2017-18             | 29           | 7            | 12           | 10           | 32           | 42           | -10          | 37,93%       |              |
| Berazategui Argentina          | Primera C 2018-19             | 10           | 4            | 3            | 3            | 6            | 7            | -1           | 50%          |              |
| Berazategui Argentina          | Total                         | 39           | 11           | 15           | 13           | 38           | 49           | -11          | 41,03%       |              |
| El Porvenir Argentina          | Primera C 2018-19             | 16           | 6            | 7            | 3            | 19           | 15           | +4           | 52,08%       |              |
| El Porvenir Argentina          | Primera C 2019-20             | 9            | 0            | 4            | 5            | 5            | 12           | -7           | 14,81%       |              |
| El Porvenir Argentina          | Total                         | 25           | 6            | 11           | 8            | 24           | 27           | -3           | 38,67%       |              |
| Excursionistas Argentina       | Primera C 2019-20             | 8            | 5            | 1            | 2            | 12           | 8            | +4           | 66,67%       |              |
| Excursionistas Argentina       | Primera C 2020                | 2            | 1            | 0            | 1            | 4            | 3            | +1           | 50%          |              |
| Excursionistas Argentina       | Total                         | 10           | 6            | 1            | 3            | 16           | 11           | +5           | 63%          |              |
| Total en Excursionistas        | Total en Excursionistas       | 79           | 32           | 22           | 25           | 104          | 110          | -6           | 49,79%       |              |
| Deportivo Riestra Argentina    | Primera Nacional 2020         | 3            | 1            | 1            | 1            | 3            | 3            | 0            | 44%          |              |
| Deportivo Riestra Argentina    | Primera Nacional 2021         | 19           | 5            | 3            | 11           | 20           | 27           | -7           | 31,58%       |              |
| Deportivo Riestra Argentina    | Total                         | 22           | 6            | 4            | 12           | 23           | 30           | -7           | 33%          |              |
| Total en Deportivo Riestra     | Total en Deportivo Riestra    | 60           | 30           | 14           | 16           | 98           | 59           | +39          | 57,78%       |              |
| Argentino de Quilmes Argentina | Primera B 2022                | 6            | 1            | 4            | 1            | 5            | 5            | 0            | 38,89%       |              |
| Argentino de Quilmes Argentina | Total                         | 6            | 1            | 4            | 1            | 5            | 5            | 0            | 38,89%       |              |
| Los Andes Argentina            | Primera B 2022                | 13           | 4            | 5            | 4            | 14           | 10           | +4           | 43,59%       |              |
| Los Andes Argentina            | Primera B 2023                | 15           | 6            | 5            | 4            | 18           | 9            | +9           | 51%          |              |
| Los Andes Argentina            | Total                         | 28           | 10           | 10           | 8            | 32           | 19           | +13          | 47,62%       |              |
| Deportivo Laferrere Argentina  | Primera C 2023                | 15           | 9            | 4            | 2            | 15           | 7            | +8           | 68,89%       |              |
| Deportivo Laferrere Argentina  | Primera B 2024                | 42           | 8            | 19           | 15           | 37           | 55           | -18          | 34,12%       |              |
| Deportivo Laferrere Argentina  | Copa Argentina 2024           | 1            | 0            | 0            | 1            | 0            | 3            | -3           | 0%           |              |
| Deportivo Laferrere Argentina  | Total                         | 58           | 17           | 23           | 18           | 52           | 65           | -13          | 42,53%       |              |
| Argentino de Quilmes Argentina | Primera B 2025                | 10           | 3            | 4            | 3            | 11           | 12           | -1           | 43%          |              |
| Argentino de Quilmes Argentina | Copa Argentina 2025           | 1            | 0            | 0            | 1            | 0            | 2            | -2           | 0%           |              |
| Argentino de Quilmes Argentina | Total                         | 11           | 3            | 4            | 4            | 11           | 14           | -3           | 39,39%       |              |
| Total en Argentino de Quilmes  | Total en Argentino de Quilmes | 61           | 33           | 12           | 16           | 87           | 50           | +37          | 60,65%       |              |
| Almirante Brown Argentina      | Primera Nacional 2025         | 1            | 0            | 1            | 0            | 1            | 1            | 0            | 33%          |              |
| Almirante Brown Argentina      | Total                         | 1            | 0            | 1            | 0            | 1            | 1            | 0            | 33%          |              |
| Total como entrenador          | Total como entrenador         | 468          | 194          | 142          | 132          | 615          | 499          | +116         | 51,57%       |              |

## Palmarés

### Como entrenador

#### Títulos nacionales
| Título                  | Club                 | Año  |
| ----------------------- | -------------------- | ---- |
| Campeonato de Primera D | Argentino de Quilmes | 2013 |
| Campeonato de Primera D | Deportivo Riestra    | 2014 |
| Campeonato de Primera C | Deportivo Riestra    | 2014 |
| Campeonato de Primera C | Excursionistas       | 2016 |
| Ascenso a la Primera B  | Deportivo Laferrere  | 2023 |